# Commoris enoplognatha
Commoris enoplognatha är en spindelart som beskrevs av Simon 1902. Commoris enoplognatha ingår i släktet Commoris och familjen hoppspindlar. Inga underarter finns listade i Catalogue of Life.